# Beyond the Law (film 1911)
Beyond the Law (o The Code of the Hills) è un cortometraggio muto del 1911 diretto da Larry Trimble.

## Produzione
Il film fu prodotto dalla Vitagraph Company of America.

## Distribuzione
Distribuito dalla General Film Company, il film - un cortometraggio in una bobina - uscì nelle sale cinematografiche statunitensi il 20 settembre 1911.